# Непал во Второй мировой войне
Непал во Второй мировой войне — период в истории Королевства Непал, начавшийся 4 сентября 1939 года объявлением войны Германии и закончившийся 2 сентября 1945 года капитуляцией Японии.
В военных действиях приняло участие 250 280 человек. Потери государства в войне составили 24 000 человек.

## Предпосылки

### Дипломатическая обстановка к моменту начала Второй мировой войны

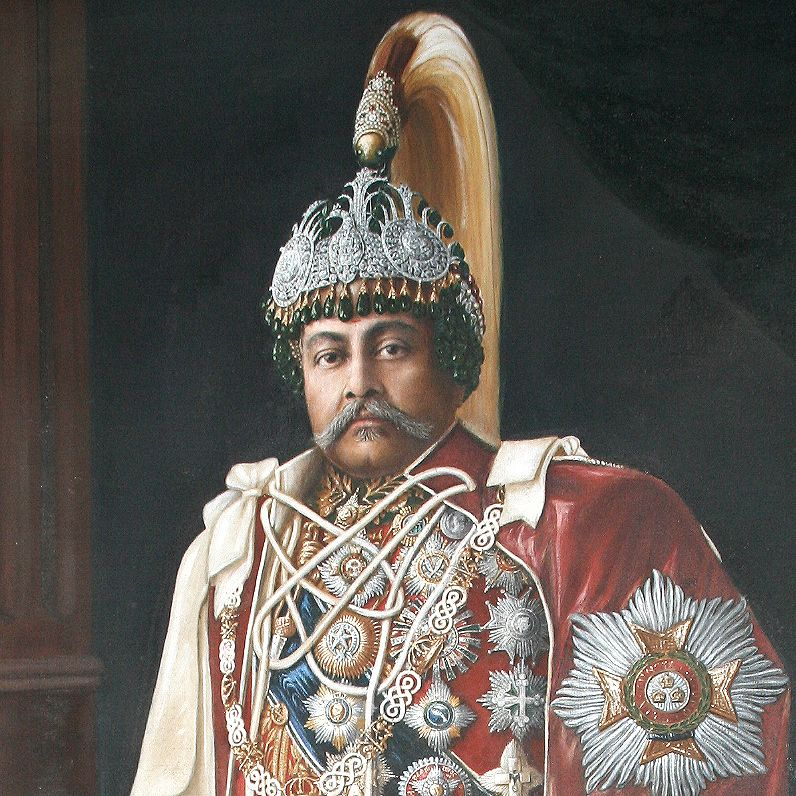
Джуддха Шамшер

Ещё в 1938 году махараджа (премьер-министр) Непала Джуддха Шамшер, проинформированный о протекании Судетского кризиса в Европе, уведомил правительство Британской Индии о готовности оказать ему поддержку в случае начала военных действий. В том числе, он предложил организовать непальским военнослужащим несение гарнизонной службы в Индии.
В конце августа 1939 года правительство Непала получило от посла в Лондоне сведения о возможном скором начале войны. Узнав об этом, баракаджи (руководитель) внешнеполитического ведомства Маричиман Синх выступил перед чрезвычайным послом и полномочным министром Британской империи Джеффри Бетхемом с предложением произвести отправку восьми тысяч непальских военнослужащих для осуществления гарнизонной службы в Индии.
Утром 4 сентября 1939 года в Катманду был произведён смотр войск, готовых к отправке в Индию. Посол Джеффри Бетхем получил об этом уведомление. Вечером того же дня в столицу пришло известие о нахождении Британской империи и Германии в состоянии войны. В тот же день Королевство Непал объявило Германии войну.

### Подготовка к началу боевых действий
Изначально, в связи с возможной отправкой Британской Индийской армии на Западноевропейский театр, планировать привлечь непальских военнослужащих к исполнению обязанностей на территории Британской Индии. Однако в условиях Странной войны активных боевых действий не предпринималось. Лишь в марте 1940 года первые непальские части подверглись переброске в Абботтабад, входивший в состав Северо-Западной пограничной провинции, и в Дехрадун, на территории которого располагался гурхский вербовочный пункт. Ими были укомплектованы две бригады, находившиеся под командованием Бахадура Шамхера, старшего сына махараджи, прикомандированного к главному штабу армии в Дели. В конце 1941 года его место занял Кришна Шамшер. В состав каждой из бригад входило по 4 батальона, общая численность военнослужащих в которых составляла восемь тысяч человек. В первой половине 1941 года непальский сапёрный батальон был отправлен на границу с Бирмой с целью подготовки к возможному началу военных действий с Японией.
Передислокация непальских военнослужащих в Индию производилась согласно англо-непальскому договору, подписанному в декабре 1939 года. Он регламентировал возможные способы несения службы, размещения, финансового обеспечения, вооружения и снабжения непальских частей. В результате переговоров была достигнута договорённость, по которой непальцы отказывались от участия в военных действиях на иных континентах и подавлении различных восстаний. Первый фактор обусловливался убеждениями религиозного характера и отсутствием готовности вооружённых сил Непала к ведению войны в современных на тот момент условиях. С другой стороны, королевство стремилось продемонстрировать нахождение в состоянии нейтралитета. Второй фактор связан с нежеланием непальцев, исповедовавших индуизм, принимать участие в конфликтах с индийскими индуистами.
Во втором непальском полке, дислоцировавшемся в Кхоте, в январе 1941 года произошли волнения неполитического характера, вызвавшие опасения у британского и непальского командований. В основном непальцы выражали недовольство в связи с условиями жизни и низким уровнем жалования. В ходе выступлений им удалось убить британского полковника. Тем не менее волнения удалось подавить относительно быстро. Аресту и возвращению на родину подверглись 22 человека. Замену ряду непальских офицеров составили английские. Военно-полевой суд вынес приговор, согласно которому казни удостоился один из подстрекателей мятежа. Остальные же его участники получили различные сроки заключения.
Поддержка правительства Британской империи со стороны Джуддхи Шамшера была тотальной. Махараджа изначально выполнял все возложенные на него обязательства. Ряд представителей королевского дома стремился показать премьер-министру отсутствие необходимости мгновенного определения положения государства в войне, лишь в ходе течения событий поддержав победителя. Однако число подобных лиц было крайне малочисленным.
Англичане несли тяжёлые потери. Британское правительство направило Джуддхе Шамшеру просьбу отправить непальских военнослужащих с целью тылового и инженерного обеспечения в Африку и на Ближний Восток. Однако премьер-министр, не заинтересованный в подобного рода действиях, отказал в связи с необходимостью преодолевать водные пространства. Тем не менее на границу с Бирмой прибыло два вспомогательных батальона.

## Военные действия

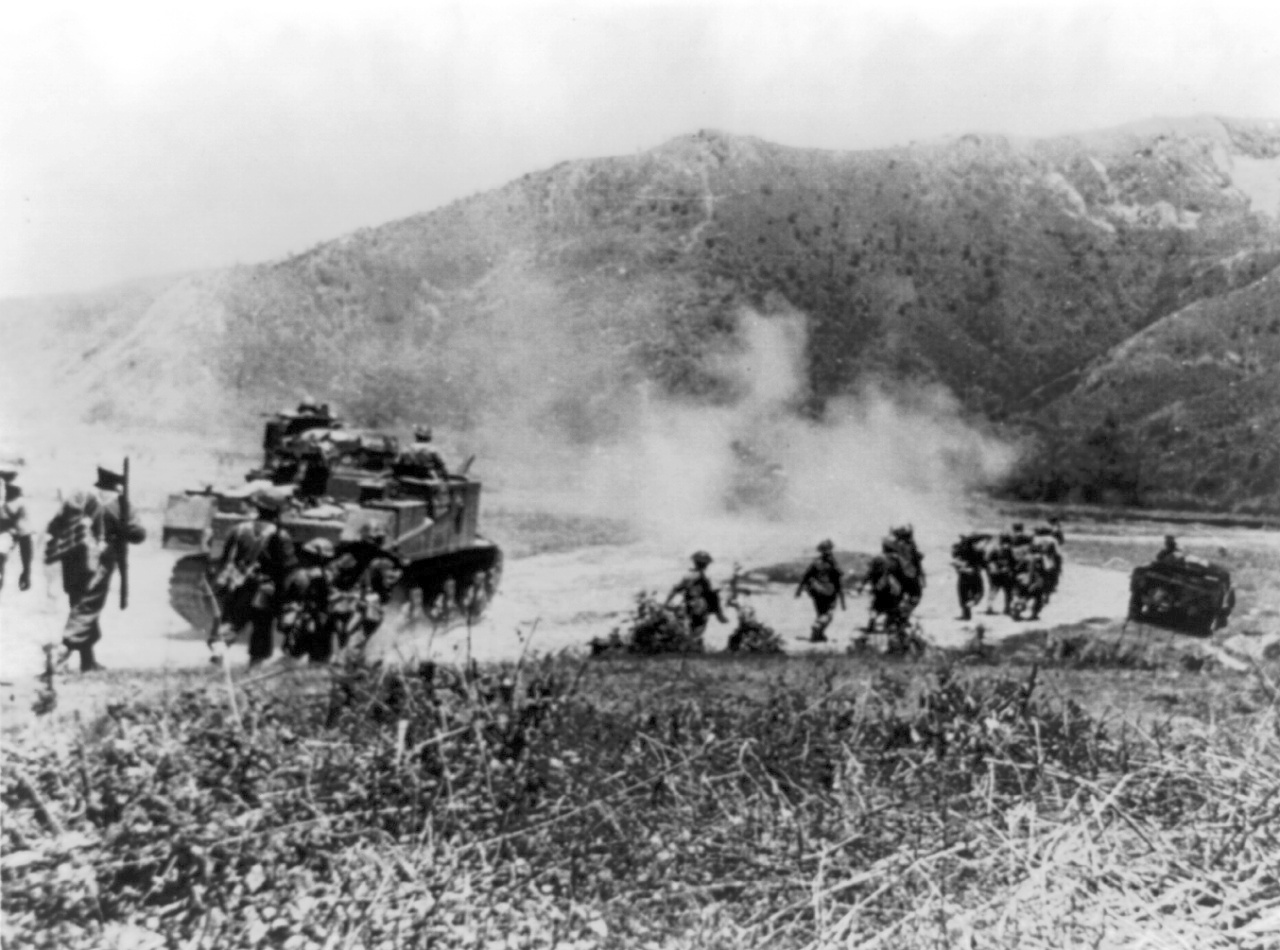
Гуркхи в наступлении на японские позиции в ходе Импхальско-Кохимской операции, 1944

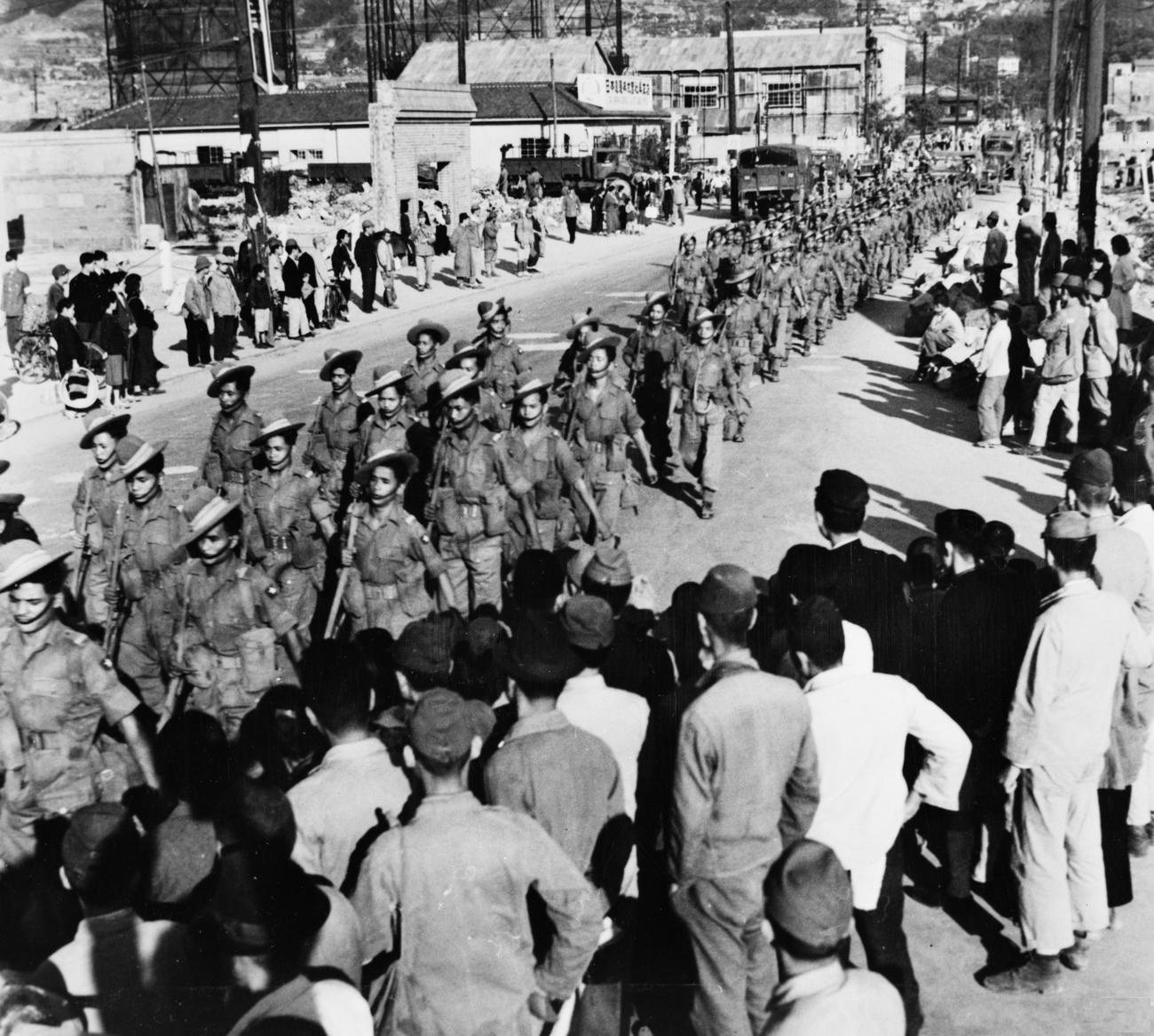
Военнослужащие пятого гурхского стрелкового полка, входившего в состав оккупационных войск Западных союзников в Японии, проходят маршем по городу Куре. Май 1946

После перехода в январе 1942 года Японской империи к осуществлению операции в Бирме, сухопутные войска Непала приняли активное участие в ней на стороне союзников по антигитлеровской коалиции.
Королевство Непал заключило внутренний пакт с Британской империей, согласно которому осуществило мобилизацию взрослого местного населения мужского пола.
Непальские добровольцы несли службу в гурхских подразделениях, таким образом принимая участие в военных действиях по всей планете. Также они входили в состав оккупационных войск союзников в Японии.
В состав непальских батальонов, принимавших участие в войне, входили такие соединения: «Шри Натх», «Калибокс», «Сурья Дал», «Ная Горакх», «Барда Бахадур», «Кали Бахадур», «Махиндра Дал», «Джаббар Джунг», «Шумшер Дал», «Шер», «Деви Дутта», «Бхаираб Натх», «Джагганнатх» и «Пурано Горакх». Большое количество высокопоставленных непальских офицеров служило в штаб-квартире союзнических войск: так, верховный главнокомандующий сухопутных войск Непала в 1951—1956 годах Киран Шамшер Рана и будущий фельдмаршал Нир Шамшер Рана работали офицерами связи.
Объявление войны Британской империи Японией в декабре 1941 года привело к значительному усложнению ситуации на Индийском субконтиненте. Ряд воинских формирований, в число которых в составе союзнических войск вошли и непальские батальоны «Махиндра Дал», «Шер», «Кали Бахадур» и «Джагганнатх», были отправлены в Бирму. Инженерный батальон «Джагганнатх» занимался возведением дорог, наведением мостов и организацией пунктов водоснабжения.
Непальцы отличились в боях в рядах 14-й армии генерал-лейтенанта Уильяма Слима, а также оказали влияние на поражение японских войск в ходе кампании.

## Экономика
На протяжении всей Второй мировой войны Непал оказывал непосредственную военную помощь союзникам по коалиции, поставлял им вооружение, технику, тысячи пудов чая, сахар и необходимое сырьё.

## Последствия
Вскоре после нанесения вооружёнными силами США атомных ударов по Хиросиме и Нагасаки Японская империя капитулировала. В октябре 1945 года непальские военнослужащие были стянуты в Катманду. 28 октября того же года состоялся масштабный парад победы, в ходе которого большое количество непальских солдат, офицеров и прикомандированных британских офицеров было удостоено боевых наград. На параде победы в Лондоне в 1946 году сухопутные войска Непала находились под командованием Бабера Шамшера Раны. В активных боевых действиях принимал участие его сын Брахма Шамшер Рана, удостоившийся орденов Индийской империи, Тришакти Патта второго класса, Правой руки Гуркки второго класса, Бирманской звезды за несение службы в Ассаме, Звезды 1939—1945, медалей обороны и войны 1939—1945.